# Cinquième programme-cadre
Le cinquième programme-cadre (en abrégé FP5) était le programme cadre de l'Union européenne pour la recherche et le développement technologique sur la période allant de 1998 à 2002.

## Budget
Le budget du programme s'est élevé à 14,96 milliards d'euros.

## Priorités
Les priorités étaient au nombre de sept:
- qualité de la vie et gestion des ressources du vivant (2,413 millions d'euros)
- société de l'information conviviale (3,600 millions d'euros)
- croissance compétitive et durable (2,705 millions d'euros)
- énergie, environnement et développement durable (1,042 millions d'euros et 1,083 millions d'euros)
- affirmer le rôle international de la recherche communautaire (475 millions d'euros)
- promouvoir l'innovation et encourager la participation des PME (363 millions d'euros)
- améliorer le potentiel humain de recherche et la base de connaissances socio-économiques (1,280 millions d'euros)

## Sources

## Compléments